# پیترو تراچیانو
پیترو تراچیانو (انگلیسی: Pietro Terracciano؛ زادهٔ ۸ مارس ۱۹۹۰) بازیکن فوتبال اهل ایتالیا است که برای باشگاه فیورنتینا بازی می‌کند.
از باشگاه‌هایی که در آن بازی کرده‌است می‌توان به باشگاه فوتبال امپولی، باشگاه فوتبال سالرنیتانا، باشگاه فوتبال آولینو و باشگاه فوتبال کاتانیا اشاره کرد.